# Vitkronad papegoja
Vitkronad papegoja (Pionus senilis) är en fågel i familjen västpapegojor inom ordningen papegojfåglar.

## Utseende
Vitkronad papegoja är en rätt liten (24 cm) och knubbig papegoja med blått på huvud och bröst samt iögonfallande vitt på hjässa och strupe. Resten av undersidan är grön förutom röda undre stjärttäckare. Ryggen är grön, vingtäckarna gröna med beigefärgade kanter och handpennorna mörkblå. Stjärten är röd längst in, grön längre ut med blå yttre stjärtpennor. Runt ögat syns en fjäderlös gul orbitalring. Honan är något mattare tecknad än hanen.

## Utbredning och systematik
Fågeln förekommer i karibiska sluttningen från sydöstra Mexiko till västra Panama. Den behandlas som monotypisk, det vill säga att den inte delas in i några underarter.

## Levnadssätt
Vitkronad papegoja hittas i fuktiga tropiska städesgröna skogar, molnskog, skogslandskap med tall och ek, flodnära skogar och jordbruksområden med spridda dungar upp till 1600 meters höjd, i Guatemala 2300 meter. Jämfört med många andra papegojor håller den sig helst i trädtaket och undgår ofta upptäckt. Födan består av frukt och nötter, men kan också ta sig till jordbruksmarker och kalasa på säd.

## Status och hot
Arten har ett stort utbredningsområde och en stor population, men tros minska i antal, dock inte tillräckligt kraftigt för att den ska betraktas som hotad. Internationella naturvårdsunionen IUCN listar därför arten som livskraftig (LC). Beståndet uppskattas till i storleksordningen 50 000 till en halv miljon vuxna individer.